# 24918 Тедкосер
24918 Тедкосер (24918 Tedkooser) — астероїд головного поясу, відкритий 10 березня 1997 року.
Тіссеранів параметр щодо Юпітера — 3,575.